# Eustrotia minima
Eustrotia minima är en fjärilsart som beskrevs av Herrich-Schäffer 1868. Eustrotia minima ingår i släktet Eustrotia och familjen nattflyn. Inga underarter finns listade i Catalogue of Life.